# Stetsonville (Wisconsin)
Stetsonville es una villa ubicada en el condado de Taylor en el estado estadounidense de Wisconsin. En el Censo de 2010 tenía una población de 541 habitantes y una densidad poblacional de 569,16 personas por km².

## Geografía
Stetsonville se encuentra ubicada en las coordenadas 45°4′35″N 90°18′49″O / 45.07639, -90.31361. Según la Oficina del Censo de los Estados Unidos, Stetsonville tiene una superficie total de 0.95 km², de la cual 0.95 km² corresponden a tierra firme y (0%) 0 km² es agua.

## Demografía
Según el censo de 2010, había 541 personas residiendo en Stetsonville. La densidad de población era de 569,16 hab./km². De los 541 habitantes, Stetsonville estaba compuesto por el 98.52% blancos, el 0.74% eran afroamericanos, el 0% eran amerindios, el 0.18% eran asiáticos, el 0% eran isleños del Pacífico, el 0% eran de otras razas y el 0.55% pertenecían a dos o más razas. Del total de la población el 1.11% eran hispanos o latinos de cualquier raza.